# Корнієнко Олексій Сергійович
Олексій Сергійович Корнієнко (? — ?) — український радянський діяч, секретар партійного комітету Ждановського (Маріупольського) металургійного заводу «Азовсталь» імені Орджонікідзе Донецької області. Член ЦК КПУ в лютому 1976 — лютому 1981 року.

## Біографія
Член КПРС з 1959 року.
На 1971 рік — заступник секретаря партійного комітету Ждановського металургійного заводу «Азовсталь» імені Серго Орджонікідзе Донецької області.
На 1975—1977 роки — секретар партійного комітету Ждановського металургійного заводу «Азовсталь» імені Серго Орджонікідзе Донецької області.

## Нагороди
- ордени
- медалі